# 孔德賢
孔德賢（英語：Danny Hung Tak Yin，1997年6月19日—），香港男主持、演員和模特兒，曾主持《#後生仔傾偈》 、《今期流行》、《香港原味道》及《Y Angle》等多個電視節目，現為無綫電視經理人合約藝人（2021年4月起）。

## 簡歷
孔德賢從小在荃灣區長大，2003至2009年間曾就讀柴灣角天主教小學下午校（第26屆小六），2015年畢業於保良局李城璧中學後，開始修讀香港理工大學建築工程及管理學系學士課程。同年，他曾參加《第6屆 FACE USTAR 大專校花校草大選》，並進入最後五強，同年亦參加《iMusic iDol contest 2016》和奪得歌唱組季軍。2017年，他透過無綫電視旗下網上直播平臺 big big channel，以及 J2 清談節目《#後生仔傾偈》，成為其中一位意見領袖；2019年3月為了兌現《萬千星輝頒獎典禮2018》直播時許下的承諾，遂於電視廣播城天台裸跑。2019年10月修畢大學課程後，他放棄當工程師且選擇留在演藝圈發展，並主要擔任節目主持。
2021年起，孔德賢參演多套無綫電視劇集，包括《把關者們》、《青春不要臉》、《法證先鋒V》、《你好，我的大夫》等，演出備受好評。孔德賢曾於《萬千星輝頒獎典禮2021》、《萬千星輝頒獎典禮2022》、《萬千星輝頒獎典禮2023》連續三年入圍「飛躍進步男藝員」最後十強，並奪得《AEG 娛樂人氣王2022》「進步男藝人（電視劇）」。2024年，孔德賢於無綫電視劇集《本尊就位》首度擔任男主角，飾演「陳木昆」一角，年尾於《萬千星輝頒獎典禮2024》首度入圍「最佳男主角」，並首度入圍「飛躍進步男藝員」最後五強。

## 演出作品

### 劇集
| 首播            | 劇名           | 角色                  |
| big big channel |                |                       |
| 2018年          | 我老細唔係人   | 同 事（第8集）        |
| 無綫電視        |                |                       |
| 2020年          | 香港愛情故事   | Eric                  |
| 2021年          | 逆天奇案       | 霍鄧如雁兒子（第3集） |
| 2021年          | 把關者們       | 卓 嵐                 |
| 2021年          | 星空下的仁醫   | 許甘楓（青年）        |
| 2022年          | 青春不要臉     | 路其中                |
| 2022年          | 法證先鋒V      | 李 威                 |
| 2023年          | 法言人         | 杜梓謙                |
| 2023年          | 你好，我的大夫 | 彭晴望（Edgar）       |
| 2023年          | 新聞女王       | 羅鎮宇（Cyrus）       |
| 2024年          | 本尊就位       | 陳木昆                |
| 2024年          | 婚後事         | 潘善仁（青年）        |
| 未播映          | 香港探秘地圖   |                       |
| 邵氏兄弟        |                |                       |
| 2022年          | 飛虎3壯志英雄  | 飛虎隊隊員            |
| 2023年          | 廉政狙擊       | 黃樂彬（大黃）        |

### 綜藝節目
| 首播     | 節目名                                           | 備註                |
| 無綫電視 |                                                  |                     |
| 2017年   | #後生仔傾偈                                      | 意見領袖之一        |
| 2017年   | 群星拱照 big big channel                         | 固定演出嘉賓        |
| 2017年   | #後生仔去台灣傾吓偈                                | 意見領袖之一        |
| 2017年   | big big channel 失驚無神賀中秋                   | 固定演出嘉賓        |
| 2017年   | TVB50周年 華麗轉身 邁步同行                      | 固定演出            |
| 2017年   | TVB金禧晚宴暨2018節目巡禮                        | 固定嘉賓            |
| 2017年   | 再親我好媽                                       | 討論環節固定嘉賓    |
| 2017年   | #後生仔平安夜傾吓偈                                | 意見領袖之一        |
| 2018年   | big big channel大公司周年慶                      | 固定演出嘉賓        |
| 2018年   | #後生仔睇完港姐倾吓偈                              | 意見領袖之一        |
| 2018年   | #後生仔失驚無神賀中秋                            | 固定演出嘉賓        |
| 2018年   | TVB 50+1周年再出發                               | 固定演出嘉賓        |
| 2018年   | 萬千星輝賀台慶2018                               | 固定演出            |
| 2018年   | 萬千星輝頒獎典禮2018                             | 固定嘉賓            |
| 2018年   | #後生仔失驚無神賀聖誕                            | 意見領袖之一        |
| 2018年   | 萬眾同心齊Countdown                              | 固定演出            |
| 2019年   | 金豬報喜迎新歲                                   | 固定演出            |
| 2019年   | #後生仔同港姐傾吓偈                                | 意見領袖之一        |
| 2019年   | #後生仔睇完港姐傾偈                              | 意見領袖之一        |
| 2019年   | #後生仔再同港姐傾吓偈                              | 意見領袖之一        |
| 2019年   | #一屋後生仔                                      | 意見領袖之一        |
| 2020年   | #溫哥華後生仔傾吓偈                                | 固定演出            |
| 2020年   | 天天開運王                                       | 固定演出            |
| 2020年   | 博愛歡樂傳萬家                                   | 固定演出            |
| 2020年   | 娛樂大家10點半                                   | 固定演出            |
| 2020年   | 網購攻略＋big big shop感謝祭                     | 固定演出            |
| 2020年   | 恐怖真相                                         | 固定演出            |
| 2020年   | 我和港姐有個約會                                 | 固定演出            |
| 2020年   | 娛樂大家                                         | 第四輯 娛樂家族成員 |
| 2020年   | #後生仔睇完港姐傾偈                              | 固定演出            |
| 2020年   | 網購攻略+big big shop中秋感謝祭                  | 固定演出            |
| 2020年   | 星光熠熠耀保良                                   | 固定演出            |
| 2020年   | 善心滿載仁愛堂                                   | 固定演出            |
| 2021年   | 萬千星輝頒獎典禮2020                             | 頒獎嘉賓            |
| 2021年   | 明星運動會                                       | 固定演出            |
| 2021年   | We Miss Hong Kong STAY-cation晉級賽              | 固定演出            |
| 2021年   | Sing空下的仁醫                                   | 固定演出            |
| 2022年   | 不可能任務                                       | 固定演出            |
| 2022年   | 諸朋戀友                                         | 固定演出            |
| 2022年   | 爭分奪秒同抗疫                                   | 固定演出            |
| 2022年   | 萬眾同心公益金                                   | 固定演出            |
| 2023年   | 新春開運王                                       | 第1集嘉賓           |
| 2023年   | 萬眾同心公益金                                   | 嘉賓                |
| 2023年   | 不可能任務                                       | 固定演出            |
| 2023年   | 獎門人中秋感謝祭                                 | 嘉賓                |
| 2023年   | 香港同胞慶祝中華人民共和國成立七十四周年文藝晚會 |                     |
| 2023年   | 善心滿載仁愛堂                                   |                     |
| 2023年   | 萬千星輝賀台慶                                   |                     |
| 2024年   | 獎門人新春感謝祭                                 |                     |
| 2024年   | 慈善星輝仁濟夜                                   |                     |
| 2024年   | 博愛歡樂傳萬家                                   |                     |

### 主持節目
| 首播          | 節目名                                 | 備註                                                                             |
| 無綫電視      |                                        |                                                                                  |
| 2017年        | 8個紀錄的誕生 2017 TVB大專紀實短片比賽 | 與陸浩明及林正峰一同主持                                                         |
| 2018 - 2019年 | 今期流行                               | 與單文柔、張寶兒、伍樂怡、黃碧蓮、王虹茵、魏韵芝、丁子朗、麥凱程及譚焯升一同主持 |
| 2018 - 2019年 | Y Angle                                | 11月3日起不定期演出                                                              |
| 2019 - 2021年 | 勁歌金曲                               | 8月10日加入與周志康、林師傑、鄭世豪、謝文欣、譚嘉儀及王虹茵一同主持              |
| 2019年        | 香港原味道                             | 第三輯 第15集加入與譚玉瑛、吳幸美、余德丞及林正峰一同主持                        |
| 2019年        | 2019勁歌金曲優秀選第一回               | 與林師傑、周志康、謝文欣及林正峰一同主持                                         |
| 2019年        | Ben Sir睇樓團                          | 第三輯；與歐陽偉豪、陸浩明、麥美恩、林穎彤及一同主持                             |
| 2019年        | 眼睛去旅行                             | 第5、6集（與杜穎珊一同主持）第11、12集（與黃凱儀一同主持）                       |
| 2019年        | 12個夏天                               | 與麥凱程及張寶兒一同主持                                                         |
| 2019年        | 2019勁歌金曲優秀選第二回               | 與林師傑、周志康、謝文欣及王虹茵一同主持                                         |
| 2019年        | 台灣原味道                             | 與譚玉瑛、吳幸美、區永權及梁凱晴一同主持                                         |
| 2020年        | 香港原味道                             | 第四輯與譚玉瑛、黃庭鋒及林正峰一同主持                                           |
| 2020年        | 2020勁歌金曲優秀選第一回               | 與周志康及王虹茵一同主持                                                         |
| 2020年        | 香港原味道                             | 第五輯與黃庭鋒、林正峰、吳天佑及劉頌鵬一同主持                                   |
| 2021年        | 識貨                                   | 與鄭裕玲及鄭衍峰一同主持                                                         |
| 2021年        | 全城迎奧運                             | 與鄭裕玲、農夫及鄭衍峰一同主持                                                   |
| 2021年        | 識貨2                                  | 與鄭裕玲及鄭衍峰一同主持                                                         |
| 2022年        | 咔嚓咔嚓                               | 與羅天宇、楊潮凱、簡思恩及葉靖儀一同主持                                         |
| 2023年        | 歡樂滿東華2023                         |                                                                                  |

### 微電影
| 首映       | 電影名         | 角色                |
| 無綫電視   |                |                     |
| 2019年     | 一代宗獅迎新歲 | 舞獅隊隊員（第2集） |
| 港台電視31 |                |                     |
| 2022年     | 出發2022：手錶 | 袁家寶              |

### 音樂錄像
| 年份   | 歌名                          | 歌手   |
| 2018年 | 其實我牽掛                    | 謝文欣 |
| 2020年 | 分分鐘需要你（Happy Version） | 戴祖儀 |
| 2020年 | 分分鐘需要你（Sad Version）   | 戴祖儀 |

### 電台節目
- 2016年3月24日：DBC數碼電台《校園好聲音》 嘉賓

### 廣告
| 年份   | 產品                                                                                        |
| 2016年 | 新濠影滙                                                                                    |
| 2016年 | 政府統計處 2016 中期人口統計「人口數據多用途 繪製未來新藍圖」                               |
| 2016年 | 新鴻基地產商場「行動應用程式」                                                              |
| 2019年 | Big Big Shop「Blueidee 掛頸式雙頭風扇、Donelli 意大利罐裝有汽葡萄汁、ANormal 天然清涼噴霧」 |
| 2019年 | 中銀香港「BoC Pay 流動應用程式 一App 跨越支付界限」                                         |
| 2019年 | 中銀香港「BoC Pay 流動應用程式 跨境支付夠方便」                                             |
| 2019年 | 中銀香港「中銀雙幣信用卡 大灣區一卡通」                                                     |
| 2019年 | 中銀香港「BoC Bill 綜合收款服務 您的商舖管理好幫手」                                        |
| 2019年 | 中銀香港「BoC Bill 綜合收款服務 讓善心速速到」                                              |
| 2019年 | 中銀香港「BoC Pay 掃碼過數 紀錄一覽無遺」                                                   |
| 2020年 | Big Big Shop「Thanko 減糖電飯煲」                                                           |
| 2020年 | 眾安銀行「ZA Card - 做壞規矩」                                                              |
| 2023年 | 港鐵東鐵綫                                                                                  |

### 其他
- 2016年7月8、11日：《第一屆亞洲國際動漫節》 表演嘉賓

## 獎項及提名
| 年份   | 頒獎單位             | 獎項                 | 作品 | 結果                 |
| ------ | -------------------- | -------------------- | --- | -------------------- |
| 2016年 | iMusic iDol 2016     | 歌唱組季軍           | 不適用 | 獲獎                 |
| 2018年 | 2018香港電視大獎     | 新人獎               | 《#後生仔傾偈》 | 提名                 |
| 2021年 | 萬千星輝頒獎典禮2021 | 飛躍進步男藝員       | 《把關者們》、《星空下的仁醫》、《香港原味道》、《識貨》                                                               | 最後十強             |
| 2021年 | 萬千星輝頒獎典禮2021 | 最受歡迎電視男角色   | 《把關者們》 | 提名                 |
| 2021年 | 萬千星輝頒獎典禮2021 | 最受歡迎電視搭檔     | 《把關者們》 | 與丁子朗及劉穎鏇提名 |
| 2022年 | AEG 娛樂人氣王2022   | 進步男藝人（電視劇） | 《法證先鋒V》 | 獲獎                 |
| 2022年 | 萬千星輝頒獎典禮2022 | 飛躍進步男藝員       | 《青春不要臉》、《法證先鋒V》、《識貨2》、《不可能任務》                                                               | 最後十強             |
| 2023年 | 萬千星輝頒獎典禮2023 | 最佳男配角           | 《你好，我的大夫》 | 提名                 |
| 2023年 | 萬千星輝頒獎典禮2023 | 飛躍進步男藝員       | 《法言人》、《你好，我的大夫》、《新聞女王》、《第三屆兒童及青少年粵劇折子戲大賽》、《不可能任務》、《歡樂滿東華2023》 | 最後十強             |
| 2024年 | 萬千星輝頒獎典禮2024 | 最佳男主角           | 《本尊就位》 | 提名                 |
| 2024年 | 萬千星輝頒獎典禮2024 | 飛躍進步男藝員       | 《本尊就位》、《2024巴黎奧運》、《萬眾同心公益金》、《玩轉澳門更多Fun》                                                | 最後五強             |
| 2024年 | 萬千星輝頒獎典禮2024 | 最佳男主持           | 《除夕倒數迎金龍》、《萬眾同心公益金》、《玩轉澳門更多Fun》、《善心滿載仁愛堂》                                        | 提名                 |

## 外部連結
- Danny Hung的Facebook專頁
- Danny 孔德賢 官方影迷會的Instagram帳戶